# Bastanius
Genre
Bastanius est un genre d'araignées aranéomorphes de la famille des Hersiliidae.

## Distribution
Les espèces de ce genre sont endémiques d'Iran.

## Liste des espèces
Selon World Spider Catalog (version 17.5, 23/09/2016) :
- Bastanius foordi (Marusik & Fet, 2009)
- Bastanius kermanensis Mirshamsi, Zamani & Marusik, 2016

## Publication originale
- Mirshamsi, Zamani & Marusik, 2016 : A survey of Hersiliidae (Arachnida: Araneae) of Iran with description of one new genus and two new species. Journal of Natural History, 50, (23-24), 1447-1461.